# Miguel (football, 1963)
Pour les articles homonymes, voir Miguel et Marques (homonymie).
Miguel Alberto Fernandes Marques, plus communément appelé Miguel, est un footballeur portugais né le 7 juin 1963 à Guimarães. Il évoluait au poste de défenseur central.

## Biographie

### En club
Miguel évolue toute sa carrière au Portugal,,.
Il dispute 327 matchs pour 12 buts marqués en première division portugaise durant 13 saisons,.
Il joue également 16 rencontres pour aucun but marqué en Coupe UEFA avec le Vitória Guimarães et le Sporting CP.

### En équipe nationale
International portugais, il reçoit cinq sélections en équipe du Portugal entre 1987 et 1989, pour aucun but marqué.
Son premier match a lieu le 23 septembre 1987 lors des qualifications pour l'Euro 1988 contre la Suède (victoire 1-0 à Solna).
Il dispute trois autres matchs dans le cadre de ces éliminatoires, le Portugal ne se qualifie pas pour l'Euro 1988.
Son dernier match a lieu le 31 août 1989 en amical contre la Roumanie (match nul 0-0 à Setúbal).